# Septembre 2012 en sport
Pour un article plus général, voir 2012 en sport.
Cette page concerne l'actualité sportive du mois de septembre 2012

## Faits marquants

### 29 septembre
- Rugby à XV : les All-Blacks battent très largement 54 à 15 les Argentins lors de la cinquième journée du Rugby Championship, marquant pas moins de sept essais contre deux pour les Pumas. Les Néo-Zélandais ne peuvent plus être rejoints en tête du classement et remportent donc la première édition du Rugby Championship avant la fin de la compétition[26].